# Кавакацу, Рёити
Рёити Кавакацу (яп. 川勝 良一 Кавакацу Рё:ити, род. 5 апреля 1958, Киото) — японский футболист, полузащитник, и тренер

## Карьера
На протяжении своей футбольной карьеры выступал за клубы «Toshiba», «Ёмиури», «Киото Сико», «Токио Газ».

## Национальная сборная
С 1981 по 1982 год сыграл за национальную сборную Японии 13 матчей.

## Статистика за сборную
| Сборная Японии | Сборная Японии | Сборная Японии |
| Год            | Матчи          | Голы           |
| -------------- | -------------- | -------------- |
| 1981           | 10             | 0              |
| 1982           | 3              | 0              |
| Итого          | 13             | 0              |

## Достижения
- Джей-лиги: 1983, 1984, 1986/87
- Кубок Императора: 1984, 1986, 1987